# Taslim Olawale Elias
Taslim Olawale Elias (Lagos, 11 november 1914 - aldaar, 14 augustus 1991) was een Nigeriaans rechtsgeleerde, politicus en rechter.
Hij was vanaf 1960 minister van Justitie, vanaf 1966 procureur-generaal en daarnaast hoogleraar en vanaf 1972 rechter-president van het Hooggerechtshof. Van 1976 tot 1991 was hij rechter bij het Internationale Gerechtshof en rechter-president in de periode van 1981 tot 1985. Hij publiceerde verschillende werken, waaronder in 1956 een vergelijkend juridisch handboek over gewoonterecht in Afrika: The Nature of African Customary Law.

## Levensloop
Elias studeerde rechtsgeleerdheid aan de Universiteit van Londen. Hier behaalde hij in 1946 zijn Bachelor of Laws en promoveerde hij drie jaar later.
Sinds de onafhankelijkheid van Nigeria in 1960 werkte hij onder meer als Minister van Justitie tot 1966, als generaal-officier van justitie tot 1972 en als president van het Hooggerechtshof tot 1975. In deze tijd was hij maatgevend in de vestiging van het gerechtelijk systeem en de vorming van de rechtsgrondslagen in Nigeria. Van 1966 tot 1972 was hij daarnaast werkzaam als hoogleraar en decaan aan de Universiteit van Lagos. Ook gaf hij les aan de Haagsche Academie voor Internationaal Recht en maakte lid van het curatorium ervan sinds 1975. Verder was hij lid van het Institut de Droit International.
Verder nam hij in 1963 deel aan de commissie van experts die de Organisatie van Afrikaanse Eenheid op papier uitwerkte en was hij van 1961 tot 1975 lid van de Commissie voor Internationaal Recht van de Verenigde Naties.
Vanaf februari 1976 was hij rechter van het Internationale Gerechtshof in Den Haag, waar hij tot aan zijn dood in 1991 aanbleef. Vanaf 1979 was hij daarbij vicepresident en van 1981 tot 1985 rechter-president, het eerste jaar als waarnemend toen president Humphrey Waldock tijdens zijn ambtstijd overleed. Na zijn dood diende zijn landgenoot Bola Ajibola zijn termijn als rechter uit van 1991 tot 1994.
Elias was lid van verschillende juridische verenigingen en schreef enkele toonaangevende werken op juridisch gebied.